# Yamaha YBR
Yamaha YBR è una motocicletta naked prodotta dalla Yamaha Motor, dalla ridotta cilindrata, caratterizzata da un'elevata semplicità sia costruttiva che di guida. Questa moto viene prodotta nelle cilindrate 125 e 250 cm³.

## YBR 125
Questa moto è equipaggiata con motore 4 T monocilindrico, l'impianto frenante dispone di una pinza freno a singolo pistoncino. Il ridotto consumo di carburante, il basso costo d'acquisto, la leggerezza e la semplicità di guida la rendono ideale per gli spostamenti casa-scuola o casa-lavoro o per fare dei viaggi turistici in tutta tranquillità.
La prima serie di questa moto è stata presentata in Sudamerica nel 2000 (da cui anche la sigla, Y per Yamaha e BR per Brasile) e in Europa nel 2005 con l'omologazione Euro 2.

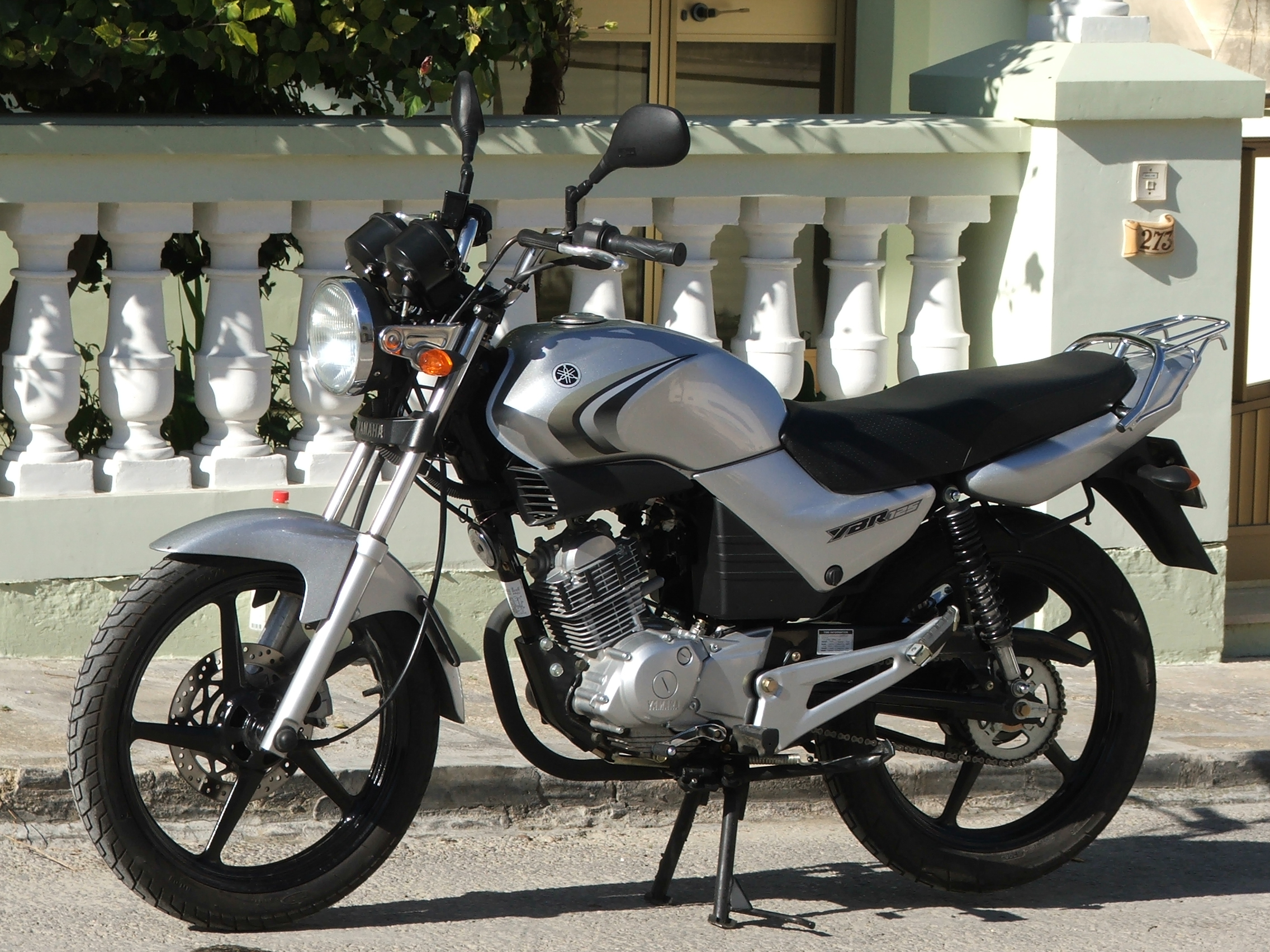
La YBR seconda serie

La seconda serie in produzione dal 2007 è passata dal sistema a carburatore al sistema ad iniezione elettronica, ottenendo l'omologazione Euro 3, inoltre le ruote passano da 3 a 5 razze, questa moto è stata imitata dalla Sym, con la XS.
La terza serie è stata presentata nel 2014 e si differenzia dalla precedente per la nuova veste grafica.

### La versione Diversion

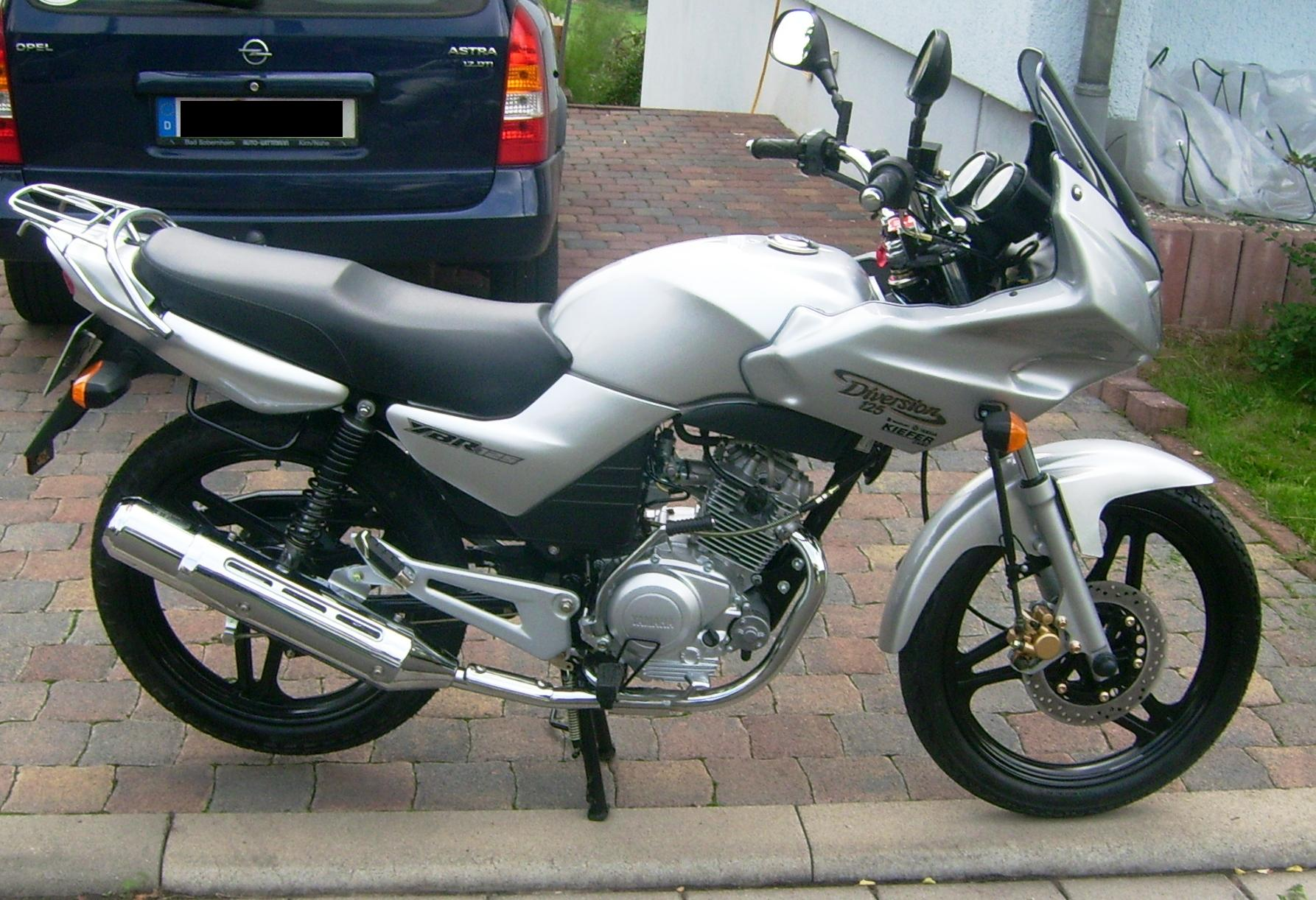
La YBR Diversion

Su alcuni mercati è stata messa in vendita anche la versione Diversion, riconoscibile per la presenza di una piccola carenatura protettiva, senza peraltro effettuare altre modifiche meccaniche al modello originale.

### La versione 125G
In alcune nazioni è distribuita la versione 125G, caratterizzata da pneumatici tassellati (3.00-18), paramotore, diversa forcella con soffietti parapolvere, parafango anteriore in due pezzi e altre modifiche, che la rendono più idonea per le strade sterrate.

### La versione Custom
Su alcuni mercati è stata messa in vendita a partire dal 2008, anche la versione Custom che si differenzia dal modello base per tanti piccoli dettagli, partendo dal manubrio più alto, dal parafango anteriore leggermente differente e dall'aggiunta del parafango posteriore, dalle ruote con 9 razze invece di 5, dalla diversa presa dell'aria, dalla sella più imbottita.
In totale la moto cambia le sue misure in:
- Peso; 118 kg
- Serbatoio; 12 litri
- Altezza sella; 760 mm
- Altezza; 1 125 mm
- Larghezza; 845 mm
- Lunghezza; 2 055 mm
- Interasse; 1 290 mm

### Il giro del mondo
L'YBR 125 è stata protagonista di un giro del mondo, un'esperienza abbastanza unica nel genere data la bassa cilindrata della moto.
Tutto è iniziato a Buenos Aires il 22 dicembre 2003 e i due piloti, Gustavo Cieslar, programmatore argentino e Elke Jeannette Pahl, ingegnere tedesca, hanno fatto rientro a Buenos Aires il 18 aprile 2009.

## YBR 250
Presentata in vari saloni motociclistici nel corso del 2006, è stata introdotta sul mercato italiano a partire da maggio 2007, mentre, in altri Paesi, è stata commercializzata precedentemente con nomi diversi. Ad esempio in Brasile viene chiamata Fazer 250, mantenendo il nome della naked di casa Yamaha di cilindrata superiore, la Yamaha Fazer.
I motivi commerciali che hanno spinto la Yamaha a produrre una moto con una cilindrata ormai quasi estinta (eccezion fatta per motard ed enduro) sono da ricercarsi nella richiesta di moto leggere e agili nell'ambiente cittadino, dai bassi consumi e con omologazione Euro 3.